# Delaware and Hudson Canal
Der Delaware & Hudson Canal, abgekürzt D&H Canal, war ein Schifffahrtskanal, der von 1825 bis 1829 gebaut wurde und 1898 stillgelegt wurde. Er wurde von der Delaware and Hudson Canal Company betrieben, die mithilfe des Kanals und von Schienenseilbahnen Kohle aus den Gruben im Nordosten von Pennsylvania an den Hudson River transportierte. 

## Verlauf
Der Kanal beginnt in Honesdale, Pennsylvania. Die Kohle gelangte über eine der ersten Eisenbahnen der USA von Carbondale über die Moosic Mountains zum Ausgangspunkt des Kanals. Dieses erste Teilstück des Transportsystems sollte ursprünglich auch als Kanal ausgeführt werden, wurde aber stattdessen zu einer der ersten Eisenbahnen der USA. Für die Überwindung des Höhenunterschieds von 300 m wären sehr viele Schleusen nötig gewesen und außerdem hätte nicht genügend Wasser für die Scheitelhaltung zur Verfügung gestanden. John B. Jervis, der Oberingenieur der Kanalbaugesellschaft, verwendete zur Überwindung der Steigungen mehrere schiefe Seilebenen, die durch horizontale Streckenabschnitte miteinander verbunden waren. Die Bahn nahm 1829 den Betrieb auf. Auf den horizontalen Abschnitten versuchte Horatio Allen, der Assistent von Jervis, den Pferdezug durch Dampfloks zu ersetzen. Die erste aus England importierte Lokomotive, die Stourbridge Lion, war aber kein Erfolg, weil sie für die Gleise der Bahn zu schwer war.
In Honesdale wurde die Kohle auf Kanalschiffe umgeladen. Der D&H-Kanal folgte dem nördlichen Ufer des Lackawaxen Rivers bis zu dessen Mündung in den Delaware River, der überquert wurde. Der Kanal folgte auf der im Bundesstaat New York liegenden Nordseite des Flusses bis Port Jervis, wo er nach Nordosten abbog und den Bächen Neversink und Rondout bis zum Hudson River folgte, der bei Rondout bei Kingston erreicht wurde. Die Kohle wurde dort auf größere Schiffe umgeladen, welche sie den Hudson hinunter nach New York brachte.

## Betrieb
Neben Kohle wurde auch Holz, Stein, Ziegelstein, Zement aus Rosendale und Lebensmittel transportiert. Die von Maultieren gezogenen Kähne benötigten für die Strecke des gesamten Kanals hin und zurück sieben bis zehn Tage. Die Kähne legten in einer Stunden anderthalb bis fünf Kilometer zurück. 
In den Anfangsjahren gab es mehrere Probleme: Der Kanal hatte Leckagen, die Ufer setzten sich und es brach eine regionale Choleraepidemie aus. Weiter widersetzten sich die Flößer auf dem Delaware River der Binnenschifffahrt und die Bewohner von New York City waren am Anfang gegenüber dem angelieferten Anthrazit skeptisch. Außerdem musste der Kanal gegenüber den konkurrierenden Raritan and Delaware Canal und dem Morris Canal bestehen.
Die Pennsylvania Coal Company brachte bei Hawley Kohle an den Kanal. Der Transport wurde ebenfalls mit einer Eisenbahn bewerkstelligt, die mit schiefen Seilebenen arbeitete. Auf Anregung der Gesellschaft wurde der Kanal ausgebaut. Mit den größeren Kähnen war das Umladen in Rondout nicht mehr nötig und die Kohle wurde direkt in den Kanalkähnen nach New York gebracht. Die Kapazität des Kanals konnte von jährlich 200.000 Tonnen auf eine Million Tonnen Kohle erhöht werden.
In den 1840er-Jahren wurde der Engpass bei der Mündung des Lackawaxen Rivers in den Delaware River beseitigt, indem zwei Kanalbrücken gebaut wurden – der Lackawaxen Aqueduct brachte den Kanal noch vor der Mündung des Lackawaxen River auf die Südseite des Flusses, der Delaware Aqueduct querte unterhalb der Mündung den Delaware River. Beide Kanalbrücken und noch zwei weitere – den High-Falls Aqueduct und den Neversink Aqueduct. Die Kanalbrücken wurden von John A. Roebling, dem späteren Ingenieur der Brooklyn Bridge, als Hängebrücke ausgeführt.
1872 wurde mit 2,9 Mio. Tonnen am meisten Kohle transportiert. Danach nahm das Transportvolumen mit dem Aufkommen der Eisenbahnen schnell ab, bis der Kanal 1898 stillgelegt wurde.

## Abmessungen
Der D&H-Kanal hatte bei Eröffnung eine Breite von 32 Fuß (ca. 10 m), und die Kanalsohle war 20 Fuß (ca. 6 m) breit. Die Tiefe betrug vier Fuß (ca. 1,2 m), die Schleusen maßen 76 × 10 Fuß (ca. 23 × 3 m), Die verwendeten Lastkähne konnten 20 bis 30 Tonnen transportieren.
In den späten 1840er- und 1850er-Jahren wurde der Hauptkanal zuerst auf fünf Fuß (ca. 1,5 m), dann auf sechs Fuß (ca. 1,8 m) vertieft. Die Schleusen wurden auf 90 × 15 Fuß (ca. 27 × 4,5 m) vergrößert. Die Kähne mit einer Tragfähigkeit von 40 Tonnen wurden allmählich durch solche mit einer Tragfähigkeit von bis zu 140 Tonnen abgelöst.